# Metabolito activo
En medicina y farmacología, se conoce como metabolito activo de un fármaco, a una sustancia que se produce en el organismo por la biotransformación de un medicamento y tiene propiedades farmacológicas. Si la sustancia derivada no posee propiedades farmacológicas ni terapéuticas, se denomina metabolito inactivo. Algunos medicamentos son activos en su fórmula principal, pero producen otras sustancias que también los son (metabolitos activos), sin embargo en otros casos la sustancia principal no tiene actividad farmacológica (profármaco), pero la adquiere en el proceso de biotransformación. Un ejemplo de profármaco es el enalapril que se emplea para tratar la hipertensión arterial, la molécula carece de actividad por sí misma, pero se transforma en el metabolito activo enaprilato que sí disminuye las cifras de presión arterial.